# Regierung Karel Kramář
Die Regierung Karel Kramář in der Tschechoslowakei, geführt vom Ministerpräsidenten Karel Kramář, war im Amt vom 14. November 1918 bis 8. Juli 1919. Sie folgte der Vorläufigen tschecho-slowakischen Regierung unter dem Vorsitz von Tomáš Garrigue Masaryk und wurde ersetzt durch die Regierung Vlastimil Tusar I.

## Regierungsbildung, Programm
Die Regierung Karel Kramář war – wenn man von der Vorläufigen Regierung von Masaryk absieht – die erste reguläre Regierung des neuen, 1918 entstandenen Staates Tschechoslowakei, und zugleich auch die erste Regierung der sogenannten Allnationalen Koalition, die in der Zeit von 1918 bis 1926 die Regierungen stellte. Zum Ministerpräsidenten wurde der Nationaldemokrat Karel Kramář gewählt, der sich vor  und während des Jahres 1918 für die Gründung der unabhängigen Tschechoslowakei starkmachte und in der Bewegung im Ausland  wie auch in der Maffie eine führende Rolle innehatte. Die Regierung wurde errichtet aufgrund der neuen Verfassung (Gesetz Nr. 37/1918 Sb.) vom 13. November 1918. Die wichtigsten Aufgaben  der Regierung bestanden in den ersten Schritten, den neuen Staat in jeder Hinsicht zu stabilisieren, insbesondere dann, wie in der Regierungserklärung vom 9. Januar 1919 betont wurde, eine neue Selbstverwaltung aufzubauen.
Nach den ersten demokratischen kommunalen Wahlen im Juni 1919, in denen die Partei von Kramář eine Niederlage erlitt, trat die Regierung zurück und wurde ersetzt durch die Regierung Vlastimil Tusar I.

## Regierungszusammensetzung
- Karel Kramář (ČsND), Ministerpräsident (14.11.1918 – 8.7.1919)
- Edvard Beneš (parteilos), Außenminister (14.11.1918 – 8.7.1919)
- Antonín Švehla (RSZML), Innenminister (14.11.1918 – 8.7.1919)
- Alois Rašín (ČsND), Finanzminister (14.11.1918 – 8.7.1919)
- Gustav Habrman (ČSDSD), Minister für Bildung (14.11.1918 – 8.7.1919)
- Milan Rastislav Štefánik (parteilos), Minister für das Militärwesen (14.11.1918 – 4.5.1919) a)
- Václav Klofáč (ČsNS), Minister für die nationale Verteidigung (14.11.1918 – 8.7.1919) a)
- František Soukup (ČSDSD), Justizminister (14.11.1918 – 8.7.1919)
- Adolf Stránský (ČsND), Handelsminister (14.11.1918 – 8.7.1919)
- Isidor Bogdan Zahradník (RSZML), Minister für Eisenbahnen (14.11.1918 – 8.7.1919)
- František Staněk (RSZML), Minister für öffentliche Arbeiten (14.11.1918 – 8.7.1919)
- Karel Prášek (RSZML), Landwirtschaftsminister (14.11.1918 – 8.7.1919)
- Lev Winter (ČSDSD), Minister für Soziales (14.11.1918 – 8.7.1919)
- Vavro Šrobár (parteilos), Gesundheitsminister (14.11.1918 – 8.7.1919), sowie Minister für die Verwaltung der Slowakei (14.11.1918 – 8.7.1919)
- Jiří Stříbrný (ČsNS), Minister für Post und Telegraf (14.11.1918 – 8.7.1919)
- Bohuslav Vrbenský (ČsNS), Ernährungsminister (14.11.1918 – 8.7.1919)
- Mořic Hruban (ČSL), Minister ohne Aufgabenbereich (14.11.1918 – 8.7.1919)

### Parteizugehörigkeit
In der Regierung waren folgende Parteien der Allnationalen Koalition vertreten:
- Republikánská strana zemědělského a malorolnického lidu (RSZML), Republikanische Partei des landwirtschaftlichen und kleinbäuerlichen Volkes (kurz Agrarpartei)
- Československá sociálně demokratická strana dělnická (ČSDSD), Tschechoslowakische Sozialdemokratische Arbeiterpartei
- Česká strana národně sociální, Tschechische national-soziale Partei
- Československá strana socialistická (ČSS), Tschechoslowakische Sozialistische Partei
- Československá strana lidová (ČSL), Tschechoslowakische Volkspartei
- Československá národní demokracie (ČsND), Tschechoslowakische Nationaldemokratie

In der Zeit 1918/1919 kam es zu zahlreichen Umbenennungen bei fast allen Parteien.